# Kameralamt Biberach
Das Kameralamt Biberach war eine Einrichtung des Königreichs Württemberg, die im Amtsbezirk Besitz und Einkommen des Staates verwaltete. Es bestand von 1806 bis 1922 und befand sich 1809/10 und von 1825 bis 1901 in Ochsenhausen. Die restliche Zeit befand es sich in Biberach an der Riß. Das Kameralamt wurde im Rahmen der Neuordnung der Staatsfinanzverwaltung im Königreich Württemberg geschaffen. 

## Geschichte
Gemäß der Verordnung vom 14. Juli 1807 wurden die Patrimonialämter von Freyberg in Hürbel, von Ulm in Mittelbiberach, von Stadion in Warthausen, von Reichlin-Fellheim zu Ellmannsweil sowie Graf Waldbott-Bassenheim zu Heggelbach bezüglich der Erhebung von Einkünften dem Kameralamt Biberach zugeteilt.
Bei der Neuorganisation der Kameralämter gemäß Verordnung vom 11. Juni 1819 wurden vom Kameralamt Leutkirch übernommen: Schultheißerei Tannheim mit Tannheim, Arloch, Egelsee, Haldau, Kronwinckel, Oy. Schultheißerei Berkheim mit Krimmel, Bonlanden, Illerbachen, Oberopfingen sowie ein Hof bei Kirchdorf, ferner Oberzell im Unteramt Rot.
Gemäß Verfügung des Finanzministeriums vom 3. Mai 1828 wurde die vom Staat erworbene Herrschaft Warthausen des Grafen von Stadion dem Kameralamt Ochsenhausen einverleibt, welches dafür abtrat:
- an das Kameralamt Ehingen die im Bezirk des Oberamtes Ehingen gelegenen Orte,
- an das Kameralamt Heiligkreuztal die im Bezirk des Oberamtes Riedlingen gelegenen Orte, mit Ausnahme derjenigen Parzellen, welche dem Kameralamt Zwiefalten zufielen,
- an das Kameralamt Waldsee die im Bezirk des Oberamtes Waldsee gelegenen Orte.

Dagegen wurde vom Kameralamt Ehingen der Ort Volkersheim dem Kameralamt Ochsenhausen zugewiesen, sodass dieses sämtliche Orte des Oberamts Biberach umfasste.
Laut Verfügung des Finanzministeriums vom 16. Juni 1835 hat das Kameralamt Ochsenhausen abgetreten:
- an das Kameralamt Schussenried die Orte Ahlen, Attenweiler mit Schemmach und Gutershofen, Grodt, Muttensweiler mit Birkhof und die Höfe Burren,
- an das Kameralamt Wiblingen die Orte Baltringen und Schömburg nebst Parzellen.

Gemäß Verordnung vom 6. März 1843 wurde vom Kameralamt Ehingen die Gemeinde Albersweiler mit Grafenwald übernommen.
Laut Verordnung vom 26. Februar 1872 kamen vom Kameralamt Schussenried an das Kameralamt Biberach (Ochsenhausen) folgende Gemeinden: Ahlen, Attenweiler, Grodt, Muttensweiler, Stafflangen sowie die Parzelle Burren.